# Fascismo cristiano
El fascismo cristiano es una ideología política de extrema derecha que denota la intersección entre el fascismo y el cristianismo, que abarca los aspectos fascistas, totalitarios e imperialistas de las iglesias cristianas. A veces se lo denomina "cristofascismo", un neologismo acuñado por la teóloga de la liberación Dorothee Sölle en 1970.

## Interpretación de Sölle
Tom F. Driver, profesor emérito de Paul Tillich en el Seminario Teológico Unión, expresó su preocupación "de que la adoración de Dios en Cristo no divida a cristianos de judíos, hombres de mujeres, clérigos de laicos, blancos de negros o ricos de pobres". Para él, el cristianismo está en constante peligro de cristofascismo, afirmó que "tememos miedo al cristofascismo, que vemos como la dirección política de todos los intentos de colocar a Cristo en el centro de la vida social y la historia" y también afirmó que "mucha de las enseñanzas de las iglesias acerca de Cristo se ha convertido en algo que es dictatorial en su corazón y está preparando a la sociedad para un fascismo estadounidense".

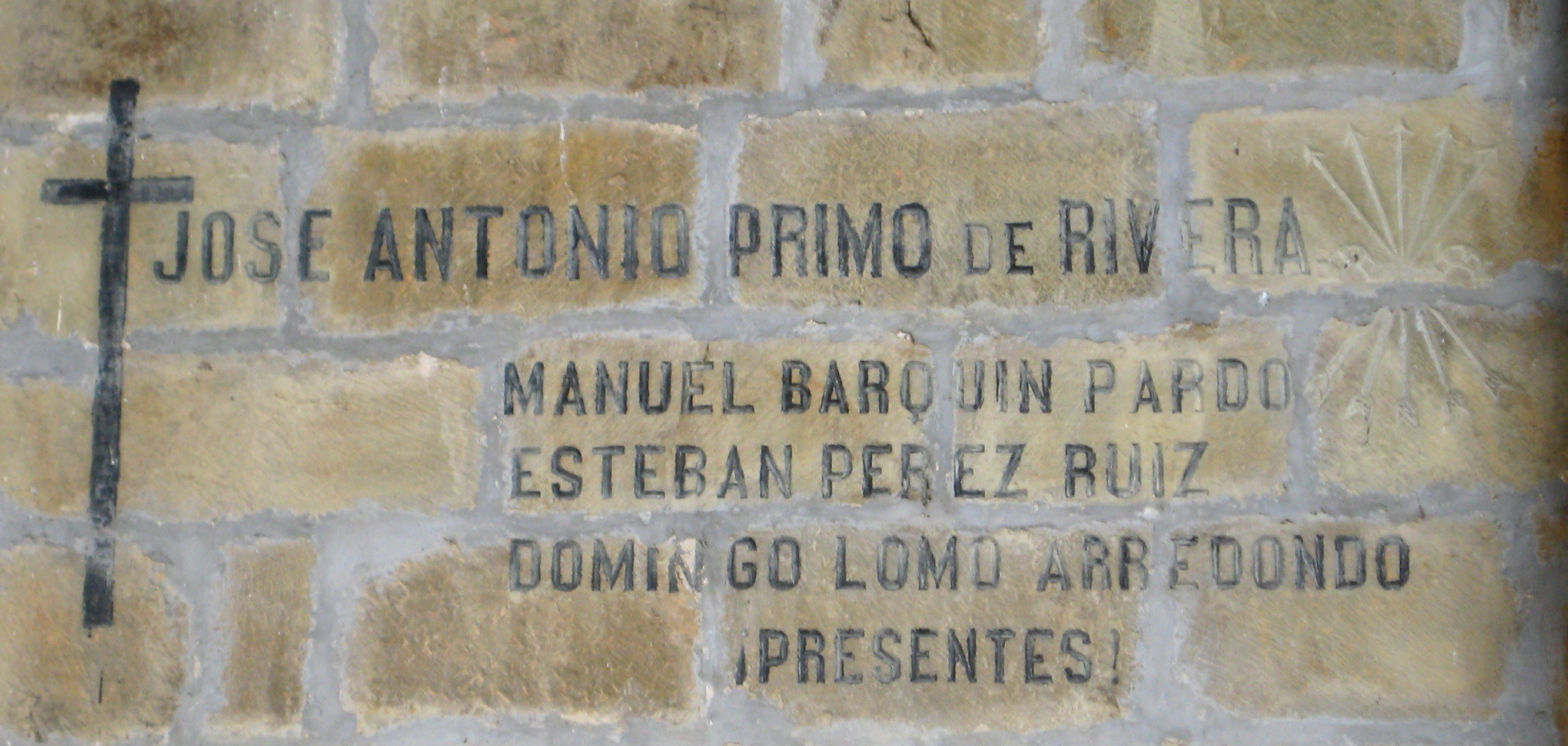
Inscripción en la Iglesia de San Miguel (Ogarrio, Ruesga, Cantabria, España).

El cristofascismo "dispuso o permitió que los cristianos se impusieran no solo sobre otras religiones sino también sobre otras culturas y partidos políticos que no marchan bajo la bandera del Cristo final, normativo y victorioso", como describe Paul F. Knitter la opinión de Sölle. George Hunsinger, director del Centro de Estudios Barth del Seminario Teológico de Princeton, considera que la concepción del cristofascismo es un ataque, en un nivel muy sofisticado del discurso teológico, a la representación bíblica de Jesús. Él equipara lo que se considera cristofascismo con "Jesucristo tal como se describe en las Escrituras" y lo contrasta con la "cristología no normativa" que algunos teólogos ofrecen como una alternativa a la descripción de Jesús en las Escrituras, que él caracteriza como un relativismo extremo que reduce a Jesucristo a "un objeto de mera preferencia personal y ubicación cultural" y le resulta difícil creer que este relativismo no esté contribuyendo a los mismos problemas que enfrenta la iglesia cristiana en Alemania, problemas que fueron señalados por el teólogo Carlos Barth.

## Cristomonismo
Douglas John Hall, profesor de teología cristiana en la Universidad McGill, relaciona el concepto de cristofascismo de Sölle con el cristomonismo, que inevitablemente termina en el triunfalismo religioso y la exclusividad, destacando la observación de Sölle sobre el cristianismo fundamentalista estadounidense que lo llevó a concluir que el cristomonismo conduce fácilmente al cristofascismo y la violencia, nunca está lejos del cristomonismo militante. (El cristomonismo solo acepta una persona divina, Jesucristo, en lugar de la Trinidad). Afirma que la cristología demasiado divinizada ("alta") de la cristiandad se demuestra que está equivocada por su "antijudaísmo casi absoluto". Sugiere que la mejor manera de protegerse contra esto es que los cristianos no descuiden la humanidad de Jesucristo en favor de su divinidad y se recuerden a sí mismos que Jesús también era un ser humano judío.

## Historia y política estadounidense
Chris Hedges y David Neiwert sostienen que los orígenes del cristofascismo estadounidense se remontan a la Gran Depresión, cuando los estadounidenses adoptaron por primera vez formas de fascismo que eran "explícitamente de naturaleza 'cristiana'".: 88   Hedges escribe que "los predicadores fundamentalistas como Gerald B. Winrod y Gerald L. K. Smith fusionaron símbolos nacionales y cristianos para defender la primera forma cruda de cristofascismo del país". La Cruzada Nacionalista Cristiana de Smith declaró que un "carácter cristiano es la base de todo americanismo real".: 88  Hedges también cree que William Dudley Pelley fue otro destacado defensor del cristofascismo.
A fines de la década de 1950, los seguidores de estas filosofías fundaron la Sociedad John Birch, cuyas posiciones políticas y retórica han influido mucho en los dominionistas modernos. Asimismo, el movimiento Posse Comitatus fue fundado por antiguos asociados de Pelley y Smith.: 90  La década de 1980 vio la fundación del Consejo para la Política Nacional y la Mayoría Moral, dos organizaciones tradicionalistas, mientras que los movimientos patriotas y de milicias representaron esfuerzos para incorporar esta filosofía en la década de 1990.: 90 
Los incidentes de violencia contra el aborto, incluidos los atentados con bombas en Atlanta y Birmingham cometidos por Eric Rudolph y el asesinato de George Tiller en su iglesia de Wichita, Kansas en 2009, también se han considerado actos motivados por el cristofascismo.: 90–91 
El uso del término causó controversia en 2007, cuando Melissa McEwan, bloguera de campaña del entonces candidato presidencial John Edwards, se refirió a los conservadores religiosos como "cristofascistas" en su blog personal.